# Hideki Yukawa
Hideki Yukawa (Japans: 湯川 秀樹, Yukawa Hideki) (Minato (Tokio), 23 januari 1907 – Kioto, 8 september 1981) was een Japans theoretisch natuurkundige en de eerste Japanner die de Nobelprijs won.

## Biografie
Yukawa werd geboren als Hideki Ogawa. Met zijn huwelijk in 1932 met de Japanse danseres Sumiko (スミ) Yukawa, het enige kind van een arts, nam hij de achternaam van zijn vrouw aan. Om de familienaam Yukawa in stand te houden werd hij door zijn schoonfamilie geadopteerd. De Yukawas kregen uiteindelijk twee zonen, Harumi en Takaai.
Hij was de derde zoon van in totaal zeven kinderen van Takuji en Koyuki Ogawa. Hoewel geboren in Tokio groeide Hideki op in Kioto, waar zijn vader hoogleraar geologie en geografie was aan de universiteit van Kioto. Samen met zijn jeugdvriend Shinichirō Tomonaga (Nobelprijs 1965) doorliep hij in Kioto de middelschool en de universiteit, waar ze beiden in 1929 afstudeerden in de theoretische fysica.
Na zijn afstuderen was hij vier jaar lang onbezoldigd assistent aan de universiteit van Kioto in het laboratorium van Kajuro Tamaki. In 1932 werd hij er tot lector benoemd en daarnaast doceerde hij van 1933 tot 1939 natuurkunde aan de universiteit van Osaka. Gelijktijdig werkte hij er aan zijn promotie. 
In 1935 publiceerde hij de verhandeling "On the Interaction of Elementary Particles" waarin hij – om de sterke kernkracht tussen protonen en neutronen te verklaren – het bestaan van mesonen voorspelde. Daarbij nam hij een effectieve potentiaal aan voor de wisselwerking, die de Yukawa-potentiaal wordt genoemd aan de universiteit van Osaka.
In 1938 behaalde hij een doctoraat in de wetenschappen aan de universiteit van Osaka, voornamelijk vanwege zijn voorspellingen van het bestaan van mesonen en zijn theoretische studies over de aard van de kernkracht. Deze onderzoeksresultaten waren de reden waarom hij later de Nobelprijs voor de natuurkunde kreeg.
Na in 1940 aan de universiteit van Kioto te zijn gepromoveerd werd hij aldaar tot gewoon hoogleraar in de theoretische natuurkunde benoemd, een leerstoel die hij tot aan zijn emeritaat in 1977 bezette. Tussentijds was hij van 1948 tot 1953 was hij gasthoogleraar in de Verenigde Staten, aanvankelijk aan het Institute for Advanced Study in Princeton en daarna aan de Columbia-universiteit te New York. In 1953 ging hij terug naar Japan en werd hij de eerste directeur van het onderzoekslaboratorium voor fundamentele natuurkunde aan de universiteit van Kioto, dat tegenwoordig zijn naam draagt.
Na de ontdekking in 1947 van het door hem voorspelde  pion (π-meson) door Cecil Powell ontving hij twee jaar later de Nobelprijs voor Natuurkunde. Yukawa voorspelde ook (in 1951) de elektronenvangst, waarbij een elektron in de K- of L-schil van een atoom door de kern kan worden geabsorbeerd.
In 1955 tekende hij met tien andere vooraanstaande wetenschappers het Russell–Einsteinmanifest dat opriep tot kernwapenontmanteling en bezocht een aantal maal de Pugwash Conferences on Science and World Affairs. Hij overleed in 1981 te Kioto, 74 jaar oud.

## Erkenning
Voor zijn werk werd Yukawa met verschillende prijzen en eerbewijzen onderscheiden, waaronder de Imperial Prize van de Japanse Academie (1940), de Decoratie van Culturele Verdienste (1943), de Gouden Lomonosov-medaille van de Academie van Wetenschappen van de USSR (1964), de Order van Verdienste van de Bondrepubliek Duitsland (1964), de Orde van de Rijzende Zon in 1977 en – als bekroning op zijn werk – de Nobelprijs in 1949. Verder kreeg hij een eredoctoraat van de Universiteit van Parijs en erelidmaatschappen in de Royal Society of Edinburgh, de Indian Academy of Sciences en de Pauselijke Academie voor de Wetenschappen (Pontificia Academia Scientiarum).